# Оберон (операційна система)

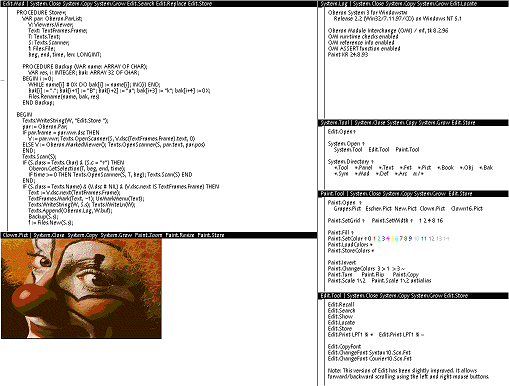
Скриншот системи Oberon (ETH), на екрані декілька вікон з текстом і графікою.

Oberon — операційна система, розроблена Ніклаусом Віртом і Юргом Гуткнехтом для однокористувальницької робочої станції Ceres у рамках Проекту Оберон. Як писали автори, головною метою проекту було «спроектувати й реалізувати всю систему з нуля, і структурувати її таким чином, щоб її можна було описати, пояснити й зрозуміти як ціле». Справді, книга обсягом 550 сторінок містить повний опис системи разом із початковими текстами.
ОС Оберон написана розробленою у рамках проекту однойменною мовою. Вона успадковує риси попереднього проекту Вірта й Гуткнехта — операційної системи для персональної робочої станції Ліліт (Lilith), а також ОС Cedar, розробленої в Дослідницькому центрі корпорації Xerox у Пало Альто (Xerox PARC), де Вірт і Гуткнехт провели річну академічну відпустку в 1984–1985 р. Саме знайомство з потужною, але складною й нестійкою ОС Cedar спонукало Вірта й Гуткнехта почати Проект Оберон.
У системі Оберон досить елегантно й мінімалістично реалізований ряд технічних ідей (починаючи з мови реалізації), які зручно позначати як Оберон-Технології, тому що, хоча й не все із цих ідей окремо було зовсім новим, але, у всякому разі, їхній відбір і ретельна інтеграція в єдиній дуже надійній системі, — яка є зразком ретельного загального дизайну й ретельного пророблення деталей, — безсумнівна заслуга Вірта й Гуткнехта. Вплив ідеології проекту Оберон можна простежити, наприклад, у системах LabVIEW і Inferno.
Доказом ефективності Оберон-Технологій став той факт, що ОС Оберон була в короткий термін перенесена аспірантами Вірта й Гуткнехта на кілька різних платформ, включаючи Amiga, IA-32 та інші.
Версії ОС для різних платформ доступні тут.
За замовчуванням інтерфейс користувача Oberon є текстовим. Існує й графічний інтерфейс користувача із підтримкою протоколів FTP, Telnet, HTTP, Ethernet та інших.
Oberon — модульна система: усі компоненти системи довантажуються в міру необхідності.
Остання версія операційної системи — 2.3.6, випущена в 2000 році.